# Karangmekar (Kedungwaringin)
Karangmekar is een bestuurslaag in het regentschap Bekasi van de provincie West-Java, Indonesië. Karangmekar telt 7577 inwoners (volkstelling 2010).